# Halálos meló
Halálos meló (eredeti címén: Pound of Flesh) egy 2015-ös kanadai akcióthriller, melyet Ernie Barbarash rendezett. A főbb szerepekben Jean-Claude Van Damme és Darren Shahlavi látható. Ez a film a harmadik közös együttműködése a rendezőnek és Van Damme-nak a Gyilkos játékok (2011) és a Hat töltény ára (2012) után.
A film forgatása 2014. május 24-én ért véget.

## Cselekmény
Deacon Lyle (Van Damme) Fülöp-szigetekre, Manilába utazik, hogy az egyik veséjét odaadja haldokló unokahúgának, azonban egy éjszaka hősies tettet hajt végre. Segít egy bajbajutott nőn, akit egy Drake nevű gazember ütlegel. Deacon nem is sejti, hogy ezzel milyen nagy bajba sodorja magát. Másnap reggel a hotelben arra ébred, hogy az egyik veséjét eltávolították némi pénz, és gyógyszerekért cserébe. A férfi bosszút esküszik és megfogadja, hogy visszaszerzi veséjét, megmentve unokahúga életét. Ebben az öccse, George Lyle és egyik barátja segíti őt. Az óra ketyeg a kislány megmentéséért, ám Deacon minden egyes lépésnél vért veszít. Végül kiderítik, hogy egy öregember unokája kapta meg Deacon veséjét, George le akarja lőni, hogy visszaszerezze a szervet, de Deacon megállítja őt. Deacon felajánlja a másik veséjét a haldokló lánynak, mivel ő maga már úgyis menthetetlen. A kórházban meglátogatják a kislányt és Deacon végül a sok vérveszteség miatt meghal.

## Szereplők
| Színész               | Szereplő    | Magyar hang    |
| --------------------- | ----------- | -------------- |
| Jean-Claude Van Damme | Deacon Lyle | Mihályi Győző  |
| John Ralston          | George Lyle |                |
| Darren Shahlavi       | Drake       |                |
| Aki Aleong            | Kung        | Fazekas István |
| Jason Tobin           | Liam        |                |